# Theodor Schnitzer

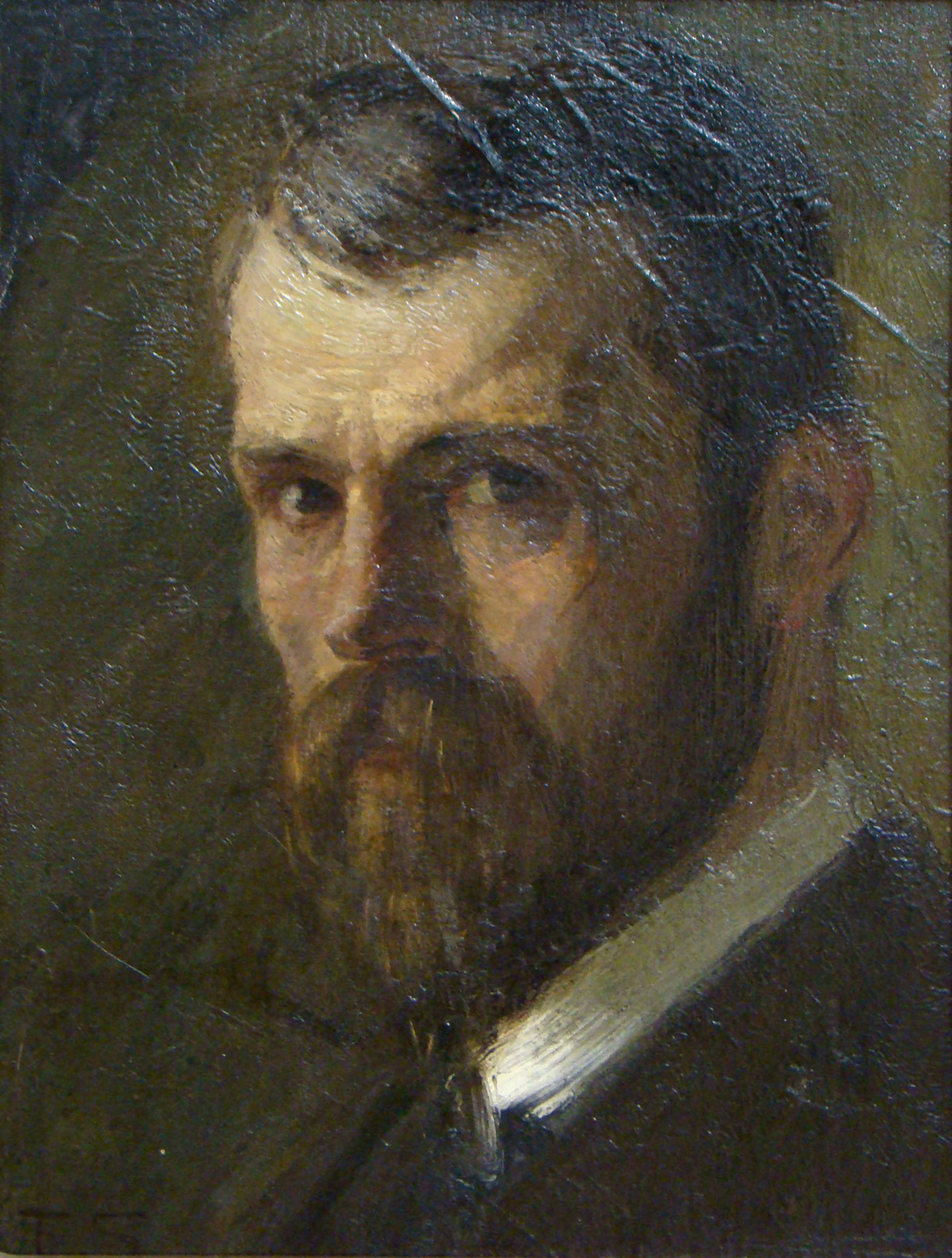
Theodor Schnitzer, Selbstbildnis, ca. 1920

Theodor Schnitzer (* 5. Dezember 1866 in Stuttgart; † 15. März 1939 ebenda) war ein deutscher Maler.

## Leben
Schnitzer studierte von 1884 bis 1892 an der Stuttgarter Kunstakademie bei Jakob Grünenwald und Friedrich von Keller. 1891 zog er nach Murrhardt. Er schuf insbesondere Landschaftsbilder, aber auch einige Porträts. Für die Fibel für die katholischen Volksschulen Württembergs fertigte er Illustrationen. Werke von Schnitzer befinden sich u. a. in der Städtischen Kunstsammlung in Murrhardt, dem Heimatort seiner Frau.

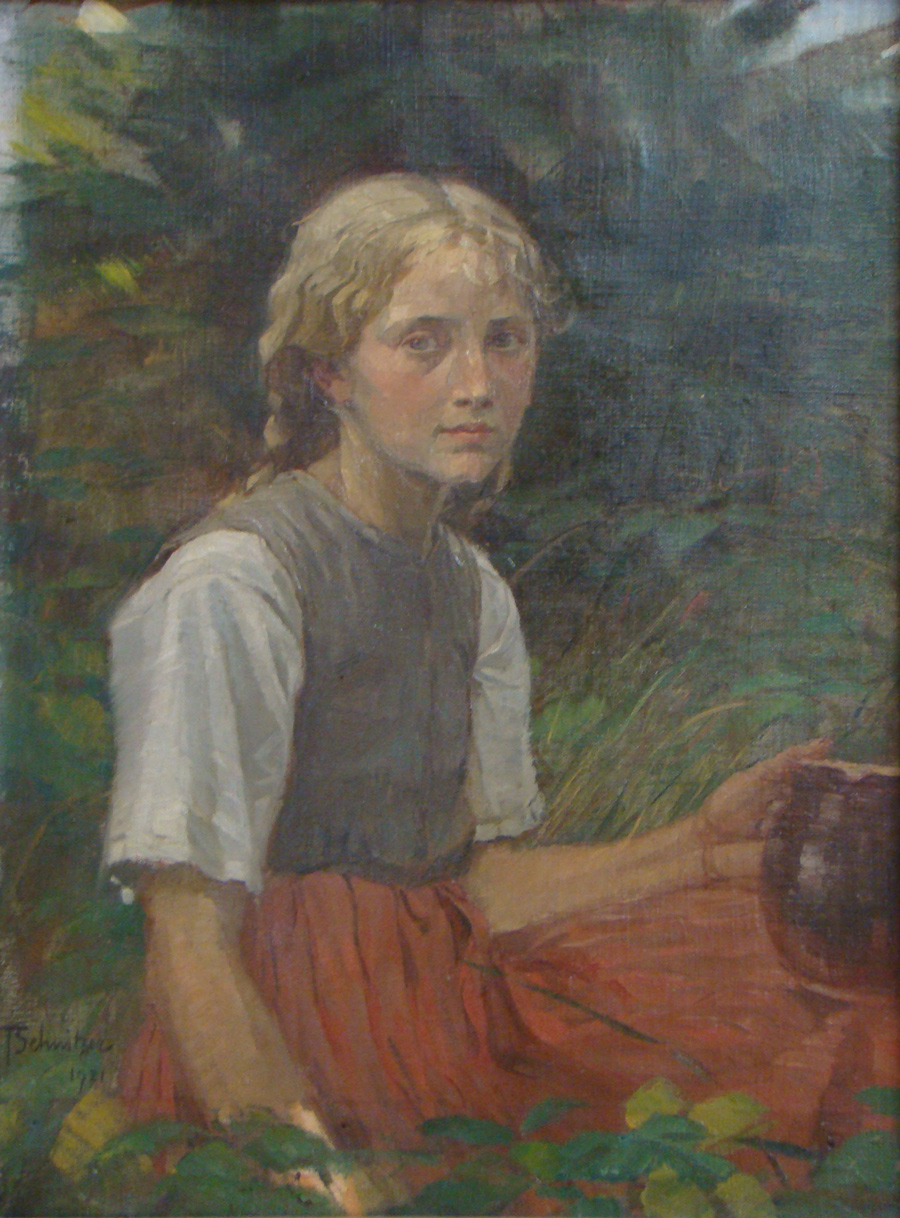
Beerenmädchen, 1921
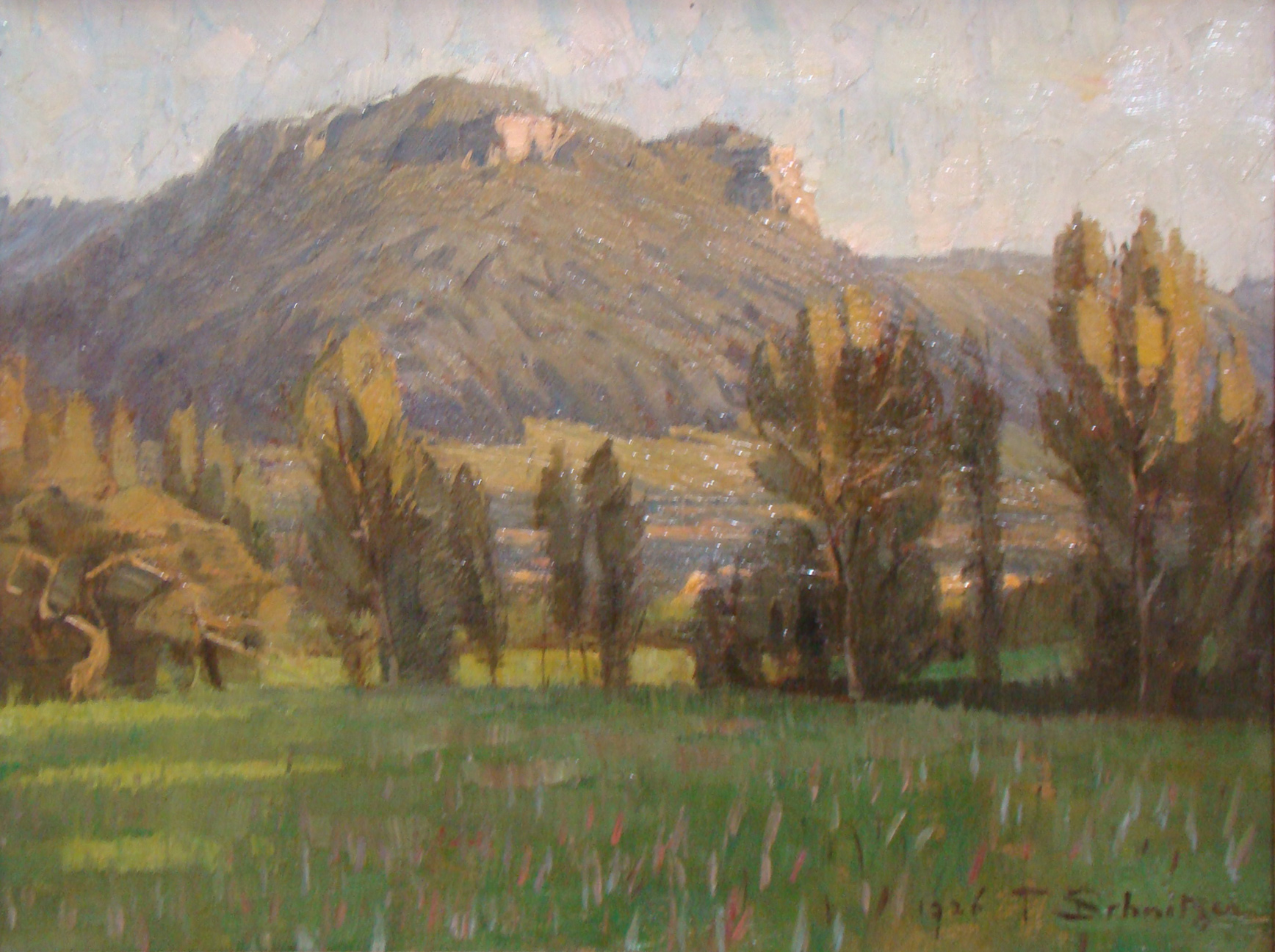
Rosenstein bei Heubach, 1926
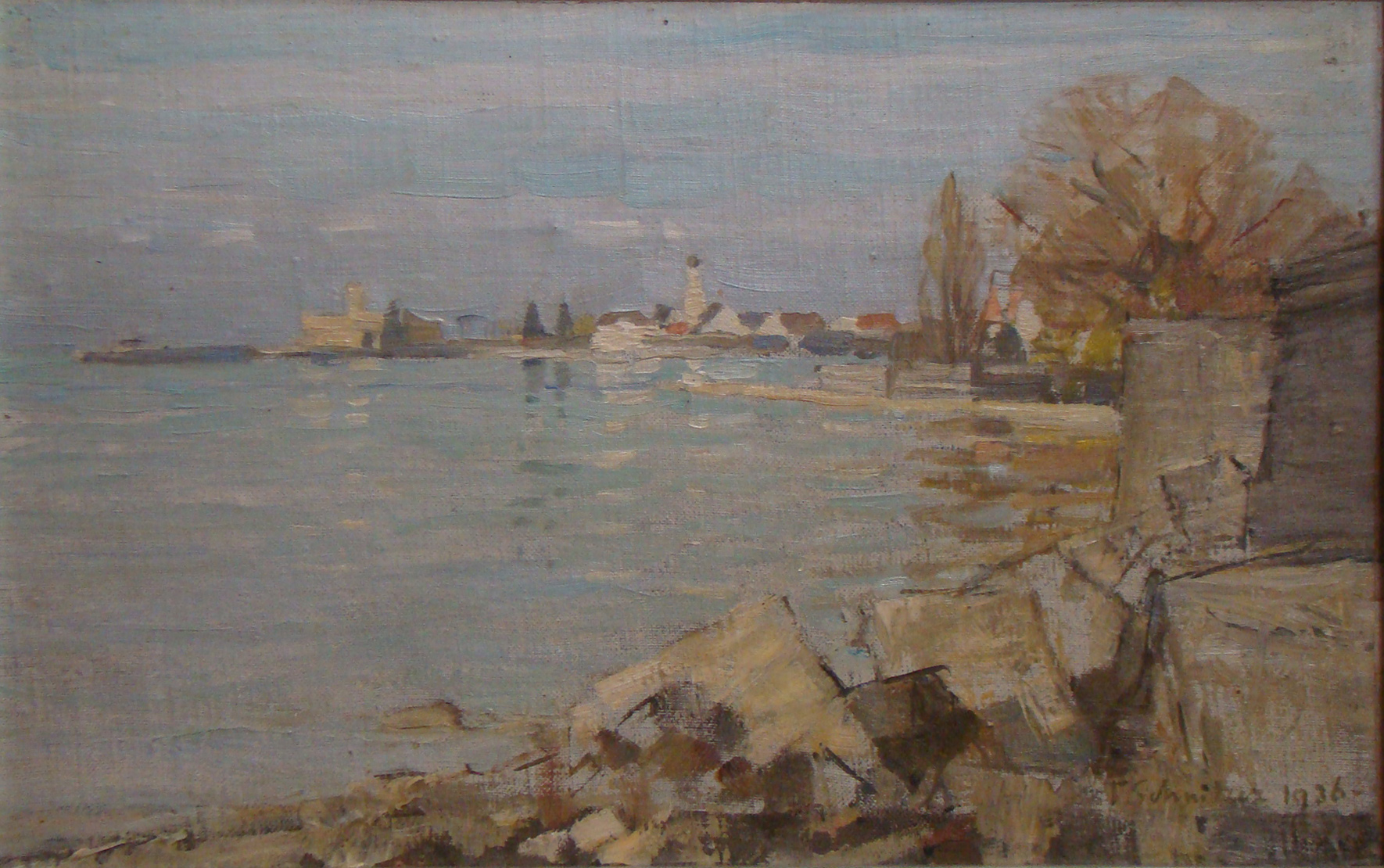
Blick auf Langenargen, 1936